# Океанічний острівний базальт

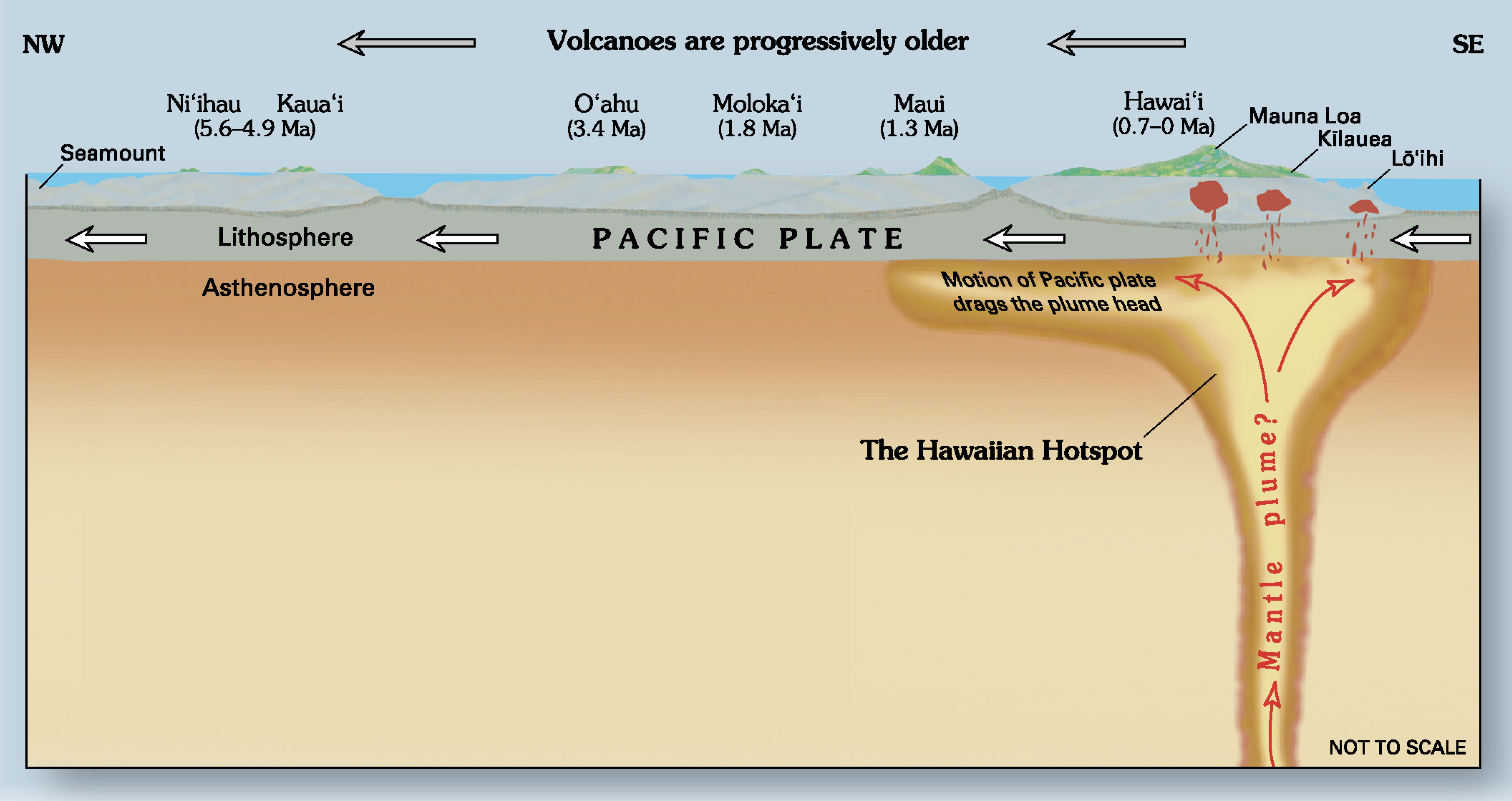
Вікова прогресія вулканічних островів і підводних гір на Гавайських гарячих точках

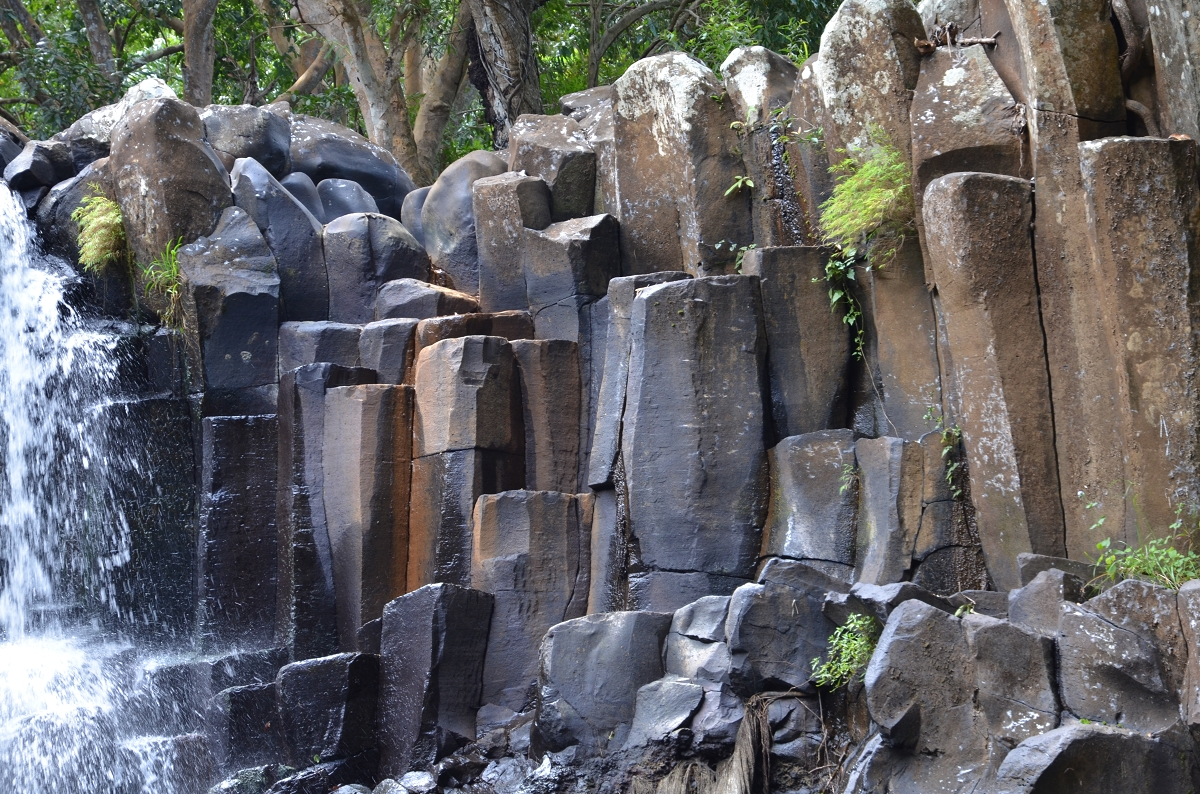
Океанські острівні базальтові утворення на водоспаді Рочестер-Фолс на острові Маврикій

Океанічний острівний базальт (англ. Ocean island basalt (OIB)) — вулканічна порода, зазвичай базальтового складу, вивержена в океанах далеко від меж тектонічних плит. Хоча базальтова магма океанських островів в основному вивергається у вигляді базальтової лави, базальтова магма іноді модифікується магматичною диференціацією, за для утворення низки інших типів вулканічних порід, наприклад, ріоліт в Ісландії, а також фоноліт і трахіт на внутрішньоплитному вулкані Фернанду-ді-Норонья.   На відміну від базальтів серединно-океанічних хребтів (MORB), які вивергаються в центрах спредингу (межі плит, що розходяться), і лав вулканічних дуг, які вивергаються в зонах субдукції (межі плит, що зближуються), базальти океанічних островів є результатом внутрішньоплитного вулканізму. Однак деякі місця розташування базальту на океанських островах збігаються з межами плит, як-от Ісландія, яка розташована на вершині серединно-океанічного хребта, і Самоа, яка розташована поблизу зони субдукції.